# 加里森 (明尼蘇達州)
加里森（英語：Garrison）是一個位於美國明尼蘇達州克羅溫縣的城市。

## 人口
根據2020年美國人口普查的數據，加里森的面積為2.71平方千米，當中陸地面積為2.71平方千米，而水域面積為0.00平方千米。當地共有人口194人，而人口密度為每平方千米72人。